# 才哇
才哇，藏族，青海省玉树市玉树县结古镇扎西大同村人。曾在2010年玉树地震中忍受失去3位亲人的悲痛，徒手从废墟中救出3名村民。获“感动中国”2010年度人物称号。2012年当选为青海省第十二次党代会代表、中共十八大代表。